# Tilläggsförlust
Tilläggsförluster (ht) eller lokala förluster kallas de punktmässiga strömningsförlusterna inom rörströmningen, som särskilt uppstår vid förekommande sektionsminskningar, sektionsökningar, rörböjar och brotrummepassager. Dessa tilläggsförluster måste adderas till de strömningsförluster som normalt uppstår vid stationär strömning i raka rör.
{\displaystyle h_{total}=\Sigma h_{f}+\Sigma h_{t}}
där
- htotal = Total energiförlust (mVp)
- hf = Strömningsförlust (mVp)
- ht = Tilläggsförlust (mVp)

## Allmän formel
Den allmänna formeln för beräkning av enskilda tilläggsförluster brukar se ut enligt följande:
{\displaystyle h_{t}=k_{t}\cdot {\dfrac {{\bar {v}}^{2}}{2\cdot g}}}
där
- kt = Motståndskoefficient (-)
- {\displaystyle {\bar {v}}} = Fluidens medelhastighet (m/s)
- g = Tyngdaccelerationen (m/s2)

Motståndskoefficienten kt anger alltså energiförlusten som en andel av hastighetshöjden. Värdet är en funktion av Reynolds tal och geometrin där förlusterna uppstår. Ibland brukar indexet t bytas ut mot indexet a (acceleration) när det rör sig om en hastighetsökning (sektionsminskning) och indexet r (retardation) när det rör sig om en hastighetssänkning (sektionsökning).

### Sektionsminskning
{\displaystyle h_{a}=k_{a}\cdot {\dfrac {{\bar {v}}_{2}^{2}}{2\cdot g}}}
där 0,05 < ka < 0,60. Avrundade sektionsminskningar ger betydligt lägre värden på ka än skarpkantade sektionsminskningar. Högst värden fås när inloppsröret sticker ut.

### Sektionsökning
{\displaystyle h_{r}=k_{r}\cdot {\dfrac {{\bar {v}}_{1}^{2}}{2\cdot g}}=\left(1-{\dfrac {A_{1}}{A_{2}}}\right)^{2}\cdot {\frac {{\bar {v}}_{1}^{2}}{2\cdot g}}}
där 
- A = Tvärsnittsarea (m2)
- Om A1 << A2, till exempel om ledningen mynnar ut i en stor bassäng, brukar kr sättas till 1.

### Rörkrökspassager
{\displaystyle h_{k}=k_{k}\cdot {\dfrac {{\bar {v}}^{2}}{2\cdot g}}}
där
- 0,05 < kk <0,50

Koefficienten kk är en funktion av avlänkningsvinkeln (θ), kvoten mellan rörkrökningsradien och ledningsdiametern (rk/d) samt den relativa skrovligheten (ke/d).

### Brotrummepassager
{\displaystyle h_{tr}=h_{f,in}+h_{f,ut}+h_{f,ror}}
{\displaystyle h_{tr}=k_{in}\cdot {\dfrac {v_{tr}^{2}}{2\cdot g}}+k_{ut}\cdot {\dfrac {v_{tr}^{2}}{2\cdot g}}+{\dfrac {\lambda \cdot L}{4\cdot R_{h}}}\cdot {\dfrac {v_{tr}^{2}}{2\cdot g}}=\left(k_{in}+k_{ut}+{\dfrac {\lambda \cdot L}{4\cdot R_{h}}}\right)\cdot {\dfrac {v_{tr}^{2}}{2\cdot g}}}
där
- λ = Friktionstal (-)
- L = Brotrummans längd (m)
- Rh = Hydraulisk radie (m)

Vid skarpkantad inströmning sätts ofta kin = 0,50. Ofta sätts kut till 1,00. Om brotrummans längd (L) är kort (max 10-15 meter), utgörs nästan hela höjdförlusten av inloppets och utloppets beskaffenhet. Om brotrumman däremot är lång (100-200 meter eller mer) styrs höjdförlusten nästan enbart av brotrummans strömningsegenskaper. Notera att ovanstående ekvation gäller i princip bara för fullgående trummor.